# K-1 (organizacja)

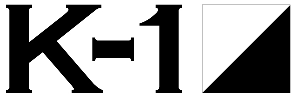
Logo organizacji

K-1 – założona w 1993 roku w Japonii organizacja promująca walki na zmodyfikowanych zasadach japońskiego kick-boxingu wzbogaconych o techniki z innych stylów. Uznawana często za najbardziej prestiżową organizację zawodowego kick-boxingu na świecie. Jednym z głównych założeń, które legło u podstaw jej powstania było umożliwienie rywalizacji przedstawicielom różnych sztuk i sportów walki. Dziś na ringach K-1 występują przede wszystkim zawodnicy kick-boxingu, boksu tajskiego, karate i boksu.
Tradycyjnym formatem w jakim walczą zawodnicy jest cykl K-1 World Grand Prix (bez limitów wagowych), na który składają się regionalne turnieje eliminacyjne oraz będący zwieńczeniem sezonu coroczny Finał K-1 World Grand Prix. W 2002 roku wprowadzono kategorię do 70 kg (K-1 MAX), a w 2010 do 63 kg. Od 2007 roku K-1 przyznaje również tytuły mistrza świata w kategoriach ciężkiej i superciężkiej. Oprócz tego, na całym świecie organizowane są przez lokalnych promotorów turnieje na licencji K-1 (np. z cyklu K-1 Fighting Network i K-1 Collision).
Organizacja została założona przez Kazuyoshiego Ishiiego, a następnie kierowana przez spółkę Fighting and Entertainment Group (prezydent Sadaharu Tanikawa). W 2012 roku, po trwającym kilkanaście miesięcy poważnym kryzysie finansowym, została przejęta przez spółkę K-1 Global z siedzibą w Hongkongu.

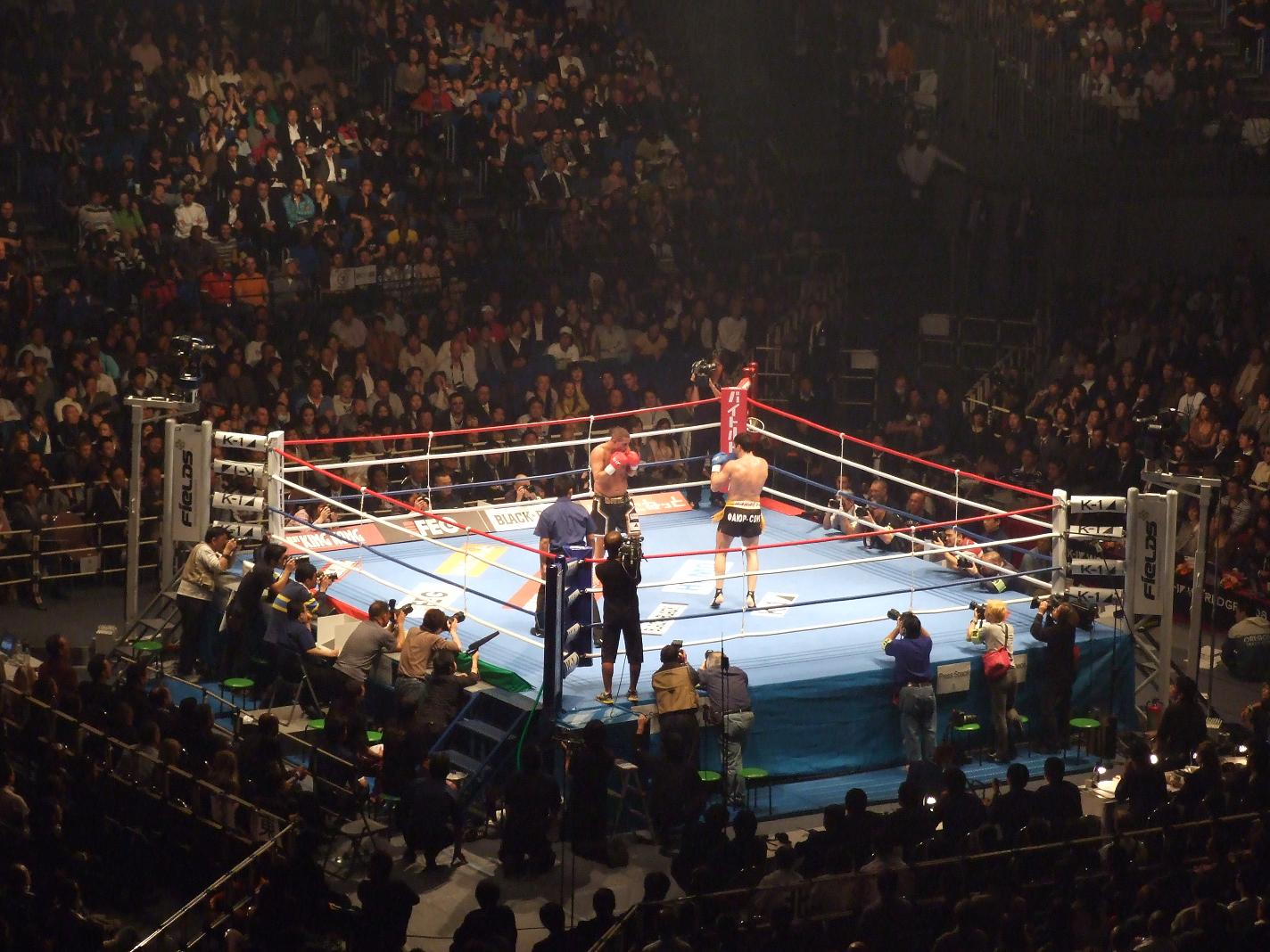
Finał K-1 World Grand Prix 2008

## Historia K-1
- 1980 – Kazuyoshi Ishii zakłada Szkołę Seido-kaikan Karate w Osace z licznymi dojo i uniwersyteckimi klubami karate na terenie Kansai[5].
- 1982 – Ishii organizuje w Osace pierwszy turniej wszystkich japońskich szkół karate Seido-kaikan. Zawodu typu full contact wypełniają halę Furitsu i są nadawane przez lokalną telewizję.
- 1988 – dwaj studenci Ishiiego, Toshiyuki Yanagisawa i Masa’aki Satake, plasują się na miejscach 1. i 2. w turnieju Karate Real Champion Tournament, przynosząc Seido-kaikan rozgłos w środowisku karate.
- 1992 – pierwszy turniej w Japonii, w którym zawodnicy karate startują w rękawicach bokserskich („Karate Japan Open”) – Seido-kaikan coraz bardziej ewoluuje w stronę kick-boxingu. Do organizacji Ishiiego przyłącza się słynny karateka Andy Hug (po tym jak został usunięty z Kyokushin).
- 1993 – Masa’aki Satake zdobywa Puchar Świata w Seido-kaikan, w finale pokonując w kontrowersyjnych okolicznościach Huga. Turniej ten uznawany jest za „protoplastę” K-1 World Grand Prix[6]. Ishii zakłada K-1 – organizację, dzięki której karatecy Seido-kaikan będą mogli konfrontować swoje umiejętności z przedstawicielami innych stylów walki. 30 kwietnia w Yoyogi National Gymnasium w Tokio odbywa się pierwszy w historii turniej K-1 Grand Prix, na którym 8 przedstawicieli Seido-kaikan, boksu tajskiego i kick-boxingu rywalizuje o tytuł mistrza K-1. Zwycięża chorwacki kickbokser Branko Cikatić, inkasując główną nagrodę w wysokości $100 000. Ernesto Hoost zostaje pierwszym i jedynym mistrzem K-2 Grand Prix (turniej w wadze półciężkiej).
- 1994 – Peter Aerts wygrywa drugą edycję K-1 Grand Prix, zostając najmłodszym mistrzem w historii (23 lata i 217 dni).
- 1995 – K-1 rozrasta się, po raz pierwszy zorganizowany jest turniej eliminacyjny do Finału WGP. Aerts skutecznie broni tytułu, w finale nokautując debiutanta Jérôme'a Le Bannera. Zostaje zorganizowany pierwszy turniej K-1 poza Japonią – K-1 Fight Night w Zurychu. Ivan Hippolyte zostaje pierwszym i jedynym mistrzem K-3 Grand Prix (turniej w wadze superśredniej).
- 1996 – walki K-1 są po raz pierwszy transmitowane na żywo przez ogólnojapońską telewizję Fuji TV[7]. Andy Hug zwycięża w Finale K-1 WGP.
- 1997 – Ernesto Hoost zdobywa swój pierwszy mistrzowski tytuł.
- 1998 – pierwsza gala K-1 w USA (w turnieju zwycięża Rick Roufus). Peter Aerts zdobywa swój trzeci tytuł mistrza K-1 w ówcześnie rekordowym czasie 6 minut i 43 sekund.
- 1999 – Ernesto Hoost zostaje po raz drugi mistrzem.
- 2000 – cykl K-1 rozrasta się do 12 turniejów przedeliminacyjnych i eliminacyjnych, zawodnicy walczą o miejsce w Finale WGP w trzech „blokach” (A, B i C). Hoost powtarza sukces sprzed roku.
- 2001 – dalsza ewolucja systemu eliminacji: 4 turnieje eliminacyjne + 2 repasażowe. Mark Hunt zostaje pierwszym mistrzem K-1 spoza Europy.
- 2002 – liczne kontuzje zawodników wymuszają rezygnację ze skomplikowanego systemu kwalifikacji, powrót do tradycyjnego 16-osobowego turnieju eliminacyjnego. Ernesto Hoost zostaje pierwszym w historii czterokrotnym mistrzem K-1 WGP. Pierwsza edycja K-1 MAX (mistrzem Albert Kraus). K-1 znajduje się u szczytu popularności – Finał K-1 WGP ogląda w Tokyo Dome rekordowe 74 500 ludzi. FEG nawiązuje współpracę z PRIDE FC, czego owocem jest gala Dynamite!/PRIDE Shockwave na Stadionie Olimpijskim w Tokio (oficjalnie ponad 91 000 widzów)[8].
- 2003 – Prezydent i założyciel K-1 Kazuyoshi Ishii zostaje aresztowany, a następnie skazany za malwersacje podatkowe[9]. Organizację przejmują Sadaharu Tanikawa i Nobuaki Kakuda (FEG). Wraz ze zmianą kierownictwa zostaje wprowadzona nowa strategia marketingowa – w K-1 zaczynają coraz częściej walczyć byli wrestlerzy, zapaśnicy sumo i zawodowi bokserzy. Mistrzem K-1 MAX zostaje Masato, a K-1 WGP Remy Bonjasky.
- 2004 – nowym mistrzem K-1 MAX zostaje Buakaw Por. Pramuk. Bonjasky zachowuje tytuł, pokonując w powtórce finału sprzed roku Musashiego.
- 2005 – ciąg dalszy holenderskiej dominacji – mistrzem K-1 WGP zostaje Semmy Schilt, a K-1 MAX Andy Souwer. Na bazie poprzednich doświadczeń z MMA, FEG powołuje do życia Hero’s – organizację mieszanych sztuk walki (w 2008 roku została przekształcona w DREAM).
- 2006 – Schilt oraz Buakaw zostają po raz drugi mistrzami. Finał K-1 WGP po raz pierwszy od dłuższego czasu nie jest rozgrywany w Tokio, lecz w Jokohamie. Karierę kończy czterokrotny mistrz K-1 WGP Ernesto Hoost (ówczesny rekordzista pod względem występów w K-1 – 74 walki).
- 2007 – K-1 inicjuje rywalizację o pasy mistrza świata w kategoriach ciężkiej i superciężkiej. Mistrzami zostają odpowiednio Badr Hari i Semmy Schilt. Schilt zostaje pierwszym w historii zawodnikiem K-1 WGP, który zdobywa tytuł mistrzowski trzy razy z rzędu. Andy Souwer wygrywa K-1 MAX.
- 2008 – Semmy Schilt obronił tytuł mistrza świata w kategorii superciężkiej, pokonując Jerome’a Le Bannera. Jest to 14. z rzędu wygrana walka Schilta w K-1. Tym samym bije on rekordową serię zwycięstw Petera Aertsa z 1996 roku[10]. Trzy miesiące później Aerts pokonuje Schilta w Seulu, kończąc jego trzyletnią dominację w K-1 WGP. Remy Bonjasky zostaje po raz trzeci mistrzem K-1 WGP, a Masato po raz drugi K-1 MAX. Badr Hari zostaje pozbawiony mistrzostwa w kategorii ciężkiej z powodów dyscyplinarnych.
- 2009 – nowy mistrz w kategorii ciężkiej zostaje wyłoniony w drodze 4-osobowego turnieju – zwycięża Keijiro Maeda (Kyotaro). Giorgio Petrosyan zostaje nowym mistrzem K-1 MAX. Semmy Schilt po raz czwarty zostaje mistrzem K-1 WGP, wyrównując rekord Ernesto Hoosta pod względem liczby wygranych tytułów oraz bijąc rekord Petera Aertsa (z 1998 roku) pod względem szybkości zwycięstwa w Finale (łączny czas 5 minut 53 sekundy)[11].
- 2010 − Petrosyan zostaje pierwszym w historii zawodnikiem, który skutecznie broni mistrzostwo K-1 MAX. Alistair Overeem zostaje mistrzem K-1 WGP. K-1 zmaga się z problemami finansowymi, co skutkuje ograniczeniem liczby gal.
- 2011 − W styczniu zostaje ogłoszone tymczasowe zawieszenie działalności K-1, w celu przeprowadzenia restrukturyzacji organizacji i znalezienia nowych inwestorów[12]. W sumie odbywają się w tym roku jedynie dwie małe gale w Japonii. Planowany na grudzień Finał K-1 World GP w Chinach nie doszedł do skutku.
- 2012 − Pod koniec stycznia zostaje ogłoszone przejęcie K-1 przez japońską firmę Emcom Entertanment, kierowaną przez Hakmina „Mike’a” Kima, przedsiębiorcę koreańskiego pochodzenia. K-1 ma być odtąd zarządzana przez założoną przez Kima spółkę K-1 Global z siedzibą w Hongkongu[13]. Pierwsza od prawie roku gala K-1 została zorganizowana w maju w Madrycie przy ścisłej współpracy z It’s Showtime. W grudniu miała miejsce dziesiąta finałowa gala World MAX, zwycięzcą okazał się Holender Murthel Groenhart.
- 2013 − Odbył się odwołany w grudniu Finał K-1 WGP, który zwyciężył Mirko Filipović. Na miejsce organizacji gali wybrano Zagrzeb – pierwszy raz Finał GP odbył się poza Japonią[14].
- 2014 − Organizacja rozpoczyna promocję lżejszych kategorii wagowych, popularnych głównie w Azji. Czołowa w poprzednich latach kat. ciężka praktycznie przestaje funkcjonować głównie z powodu przejścia największych gwiazd i czołowych zawodników do utworzonej w 2012 Glory World Series. Niemiec Enriko Kehl wygrywa w kontrowersyjnych okolicznościach K-1 World MAX[15]. Na początku listopada Taj Kaew Fairtex wygrywa Grand Prix w kat. -65 kg i zostaje inauguracyjnym mistrzem K-1 w tejże wadze.
- 2015 − Na przełomie całego roku odbywają się turnieje które wyłaniają kolejnych mistrzów K-1: Takeru Segawa (-55 kg), Koya Urabe (-60 kg) oraz Marat Grigorian (-70 kg)
- 2016 − Po prawie dwóch latach przerwy, K-1 wraca do Europy, organizując 27 października w Belgradzie turniej w kat. do 95 kg, który zwycięża Ukrainiec Roman Kryklia[16].
- 2017 − 25 listopada 2017 odbyło się K-1 World GP wagi ciężkiej, nawiązujące do turniejów z poprzednich lat. Zwycięzcą oraz mistrzem został Chorwat Antonio Plazibat[17].
- 2018 − 21 marca ma miejsce mistrzostwa gala K-1: K’Festa 1 na której odbywa się sześć pojedynków o pasy mistrzowskie oraz GP wagi super piórkowej. Pasów bronią Yuta Kubo, Masaaki Noiri, Czingiz Ałłazow oraz Yoshiki Takei natomiast tracą je Antonio Plazibat i Wei Rui na rzecz Roela Mannaarta i Koyi Urabe. Takeru Segawa wygrywa GP wagi super piórkowej i zdobywa pas mistrza K-1, zostając tym samym pierwszym zawodnikiem który był mistrzem w trzech różnych kategoriach wagowych. 24 września odbywa się GP wagi cruiser (do 90 kg) które wyłania inauguracyjnego mistrza w postaci Irańczyka Sina Karimiana.

## Zasady walki[18]

### Kwestie techniczne
Zawodnicy rywalizują w kwadratowym ringu o wymiarach 6 × 6 m. Obowiązkowy sprzęt ochronny stanowią rękawice bokserskie, ochraniacz na krocze oraz ochraniacz na zęby.
Walka trwa 3 rundy po 3 minuty (gdy sędziowie nie są w stanie wyłonić zwycięzcy mogą zarządzić 1 lub 2 rundy dodatkowe) lub rzadziej 5 rund po 3 minuty (w tym wypadku, gdy sędziowie nie są w stanie wyłonić zwycięzcy ogłasza się remis). Możliwe rozstrzygnięcia to: nokaut (KO), nokaut techniczny (TKO), wygrana przez decyzję sędziów, remis lub uznanie walki za nieodbytą. Trzy nokdauny w jednej rundzie oznaczają nokaut.
Co do odmienności zasad w walkach turniejowych patrz: K-1 World Grand Prix.

### Dozwolone techniki
Walka toczy się wyłącznie w „stójce” (zakaz walki w parterze). Dozwolone są wszelkie ciosy bokserskie (plus uderzenie obrotowe grzbietem pięści, ang. backfist) oraz kopnięcia (w tym kolanem). Pole rażenia to zarówno głowa, korpus, jak i nogi przeciwnika.
Klinczowanie jest dopuszczalne, pod warunkiem, że ma na celu zadanie ciosu (głównie kolanem). W przeciwnym wypadku sędzia ringowy jest obowiązany rozerwać klincz.
Dozwolone jest przechwytywanie nogi kopiącego rywala, a także przytrzymywanie jedną ręką jego głowy w celu zadania uderzenia. Jednak po dokonaniu tego można zadać tylko jeden cios, po czym należy uwolnić nogę lub głowę.

### Faule
Zabronione są m.in.:
- ciosy zadawane głową
- ciosy zadawane łokciem
- ciosy w krocze
- ciosy w tył głowy
- większość rzutów oraz wszelkie dźwignie
- duszenia i ciosy w gardło
- gryzienie
- uderzanie przeciwnika znajdującego się na ziemi
- uderzanie przeciwnika odwróconego plecami
- trzymanie się lin
- uporczywe klinczowanie w celu unikania walki

W przypadku wykroczenia sędzia ringowy może zwrócić uwagę, wydać ostrzeżenie lub odjąć punkt faulującemu zawodnikowi. Dwukrotne zwrócenie uwagi równa się ostrzeżeniu, a dwukrotne ostrzeżenie odjęciu punktu (żółta kartka). Odjęcie trzech punktów w jednej rundzie oznacza dyskwalifikację (czerwona kartka). Jeśli sędzia uzna, że faul został popełniony umyślnie albo spowodował uszczerbek na zdrowiu zawodnika, odjęcie punktów nie musi być poprzedzone ostrzeżeniem.

### Sędziowie i punktacja
Zespół sędziowski stanowi sędzia ringowy oraz trzech sędziów punktowych. Aby wyłonić tryumfatora, co najmniej dwóch sędziów punktowych musi wskazać zwycięzcę (np. jeśli zrobił to tylko jeden z nich, a dwaj pozostali przyznali remis, w zależności od rodzaju walki ogłasza się rundę dodatkową lub remis). Walka jest oceniona na podstawie poniższych kryteriów według ustalonej kolejności:
- liczba nokdaunów
- stopień obrażeń zadanych rywalowi
- liczba celnych ciosów
- agresja (aktywność w ofensywie)

Za każdą rundę walki obaj zawodnicy otrzymują 10 punktów, z tej puli odlicza się:
- 1 punkt, gdy w opinii sędziego zawodnik przegrał rundę
- 2 punkty za nokdaun (wyjątkowo 1, gdy nokdaun został uznany za chwilowy, tzw. flash knockdown)
- 3 punkty za dwa nokdauny
- 1 lub 2 punkty za faule

## K-1 World Grand Prix
Finał K-1 World Grand Prix (K-1 World Grand Prix Final) jest coroczną galą odbywającą się nieprzerwanie od 1993 roku. Miejscem zmagań jest tradycyjnie Tokio lub Jokohama. W tym rozgrywanym zwykle pod koniec roku turnieju startuje 8 zawodników, spośród których wyłaniany jest mistrz K-1 WGP. Pierwotnie (1993−1994) „ósemka” była wybierana przez władze K-1 na zasadzie zaproszeń. W 1995 roku, w związku z rozwojem organizacji i zwiększeniem się liczby zawodników, wprowadzono system kwalifikacji. W ciągu lat poddawany był on częstym modyfikacjom. Zasadniczo wygląda on następująco:

Etap I

Wyłanianych jest 16 zawodników:

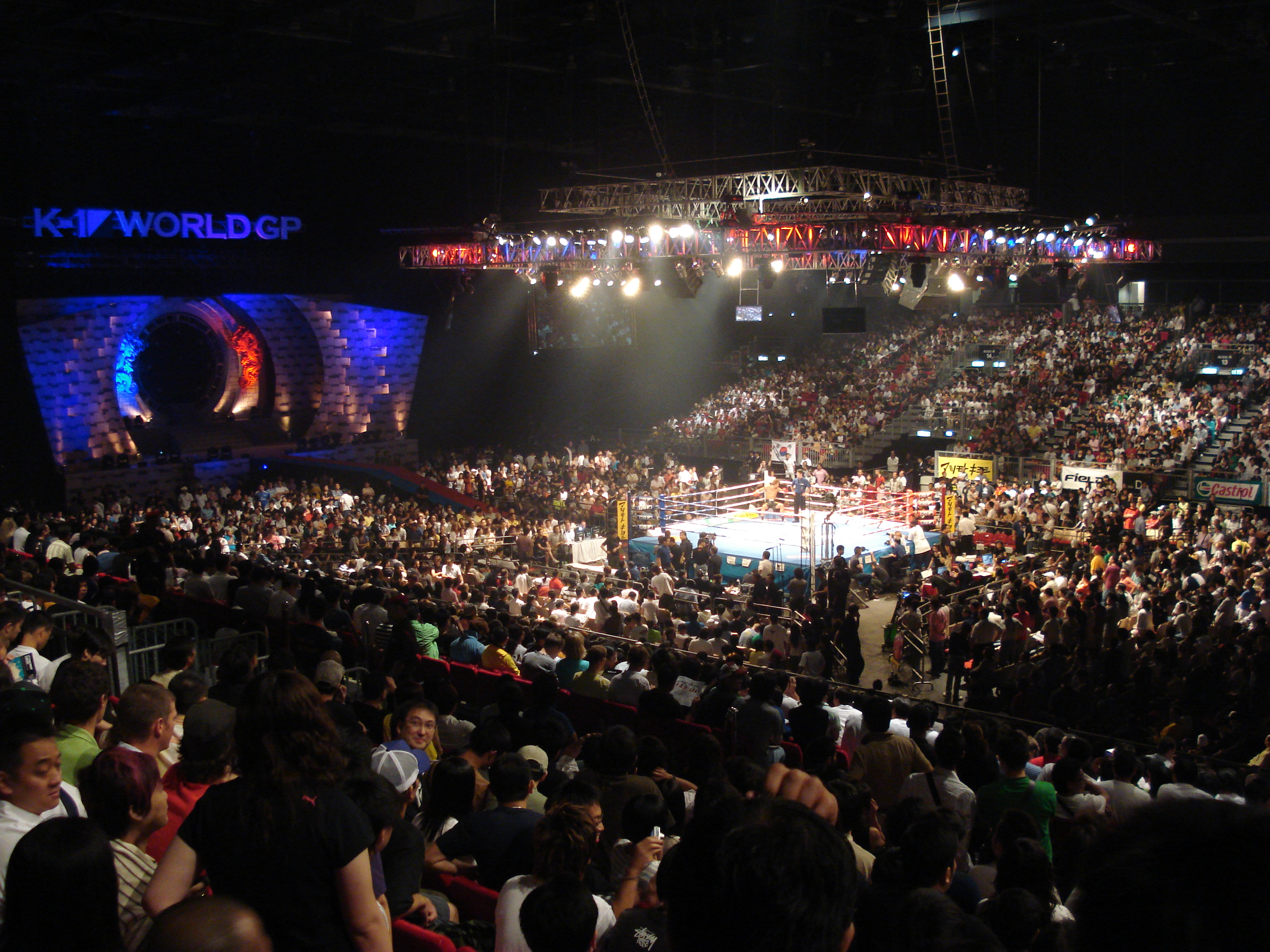
K-1 GP Azji 2007 w Hongkongu

- zwycięzcy regionalnych turniejów GP lub specjalnych turniejów eliminacyjnych
- mistrzowie K-1 w kategoriach ciężkiej i superciężkiej
- 8 finalistów z poprzedniego roku
- stawkę uzupełniają zawodnicy z „dzikimi kartami” przyznawanymi przez K-1.

Etap II

Wybrana w powyższy sposób „szesnastka” zapraszana jest na turniej eliminacyjny Final 16. Zawodników dobiera się w pary i 8 zwycięzców z każdej z nich uzyskuje prawo udziału w Finale K-1 World GP.
Finał

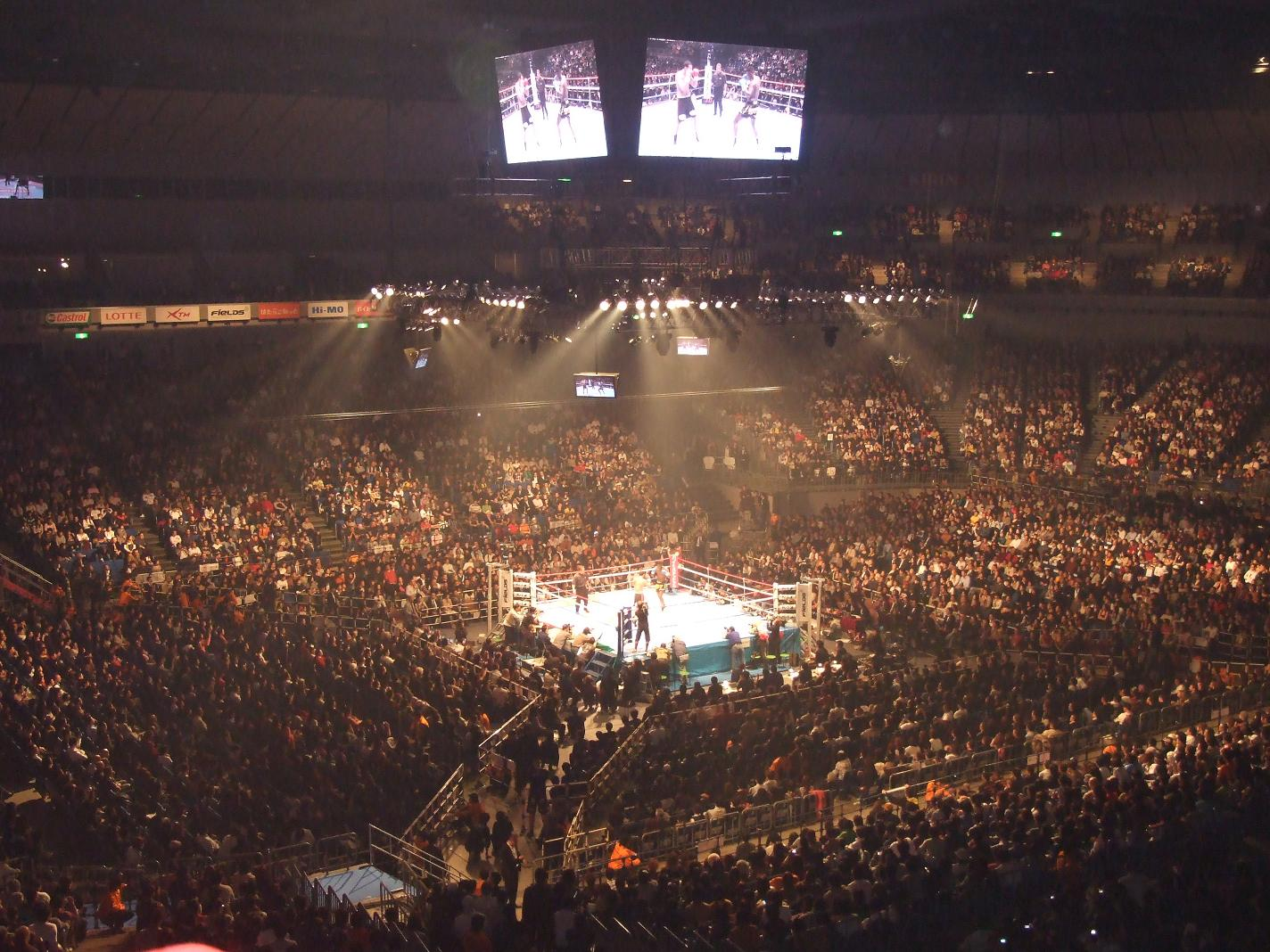
Finał K-1 World GP 2008 w Jokohamie

Finał K-1 World GP odbywa się w systemie pucharowym (4 ćwierćfinały – 2 półfinały – finał). Zwycięzca musi wygrać tego samego wieczoru 3 walki, aby zdobyć mistrzostwo.
Zawodnicy sami dobierają się w pary ćwierćfinałowe. Wyboru dokonują w kolejności zależnej od wylosowanego numeru (od 1 do 8). Daje im to możliwość wskazania zawodnika, z którym chcą odbyć pierwszą walkę oraz miejsca w turniejowej „drabince” (decyduje ono o tym kiedy odbędzie się ich pierwsza walka – im wcześniej tym więcej czasu na odpoczynek przed półfinałem).
Do udziału w turnieju wybieranych jest również dwóch zawodników, którzy walczą w walce rezerwowej. Jej zwycięzca zastępuje któregoś z podstawowych finalistów w przypadku kontuzji. Stosuje się zasadę, że jeśli zwycięzca np. ćwierćfinału nie jest w stanie przystąpić do następnej walki, w pierwszej kolejności zastępuje go przegrany, a gdyby i on nie mógł walczyć (został znokautowany lub również jest kontuzjowany), w półfinale wystąpi zwycięzca walki rezerwowej. Sytuacja taka zdarzyła się np. w 2006 roku, gdy z kontuzji Bonjasky’ego i Leko skorzystał Peter Aerts.
Każda walka trwa standardowo trzy 3-minutowe rundy. Może się zakończyć przed czasem (np. przez nokaut), co ma szczególnie duże znaczenie dla zawodników mających przed sobą wizję trzech walk (ze względu na oszczędność sił).
W przypadku nieosiągnięcia wyraźnej przewagi przez żadnego z zawodników, sędziowie mają prawo zarządzić rundę dodatkową. Jednak po jej zakończeniu muszą już bezwzględnie wskazać zwycięzcę. Wyjątek od tej zasady dopuszczalny jest w walce finałowej, gdy możliwe jest przeprowadzenie drugiej rundy dogrywkowej. Zdarzyło się tak w finale K-1 World GP 2004, gdy Remy Bonjasky walczył z Musashim pełne 5 rund (3 standardowe i 2 dodatkowe), zanim sędziowie przyznali mu zwycięstwo.
Reguła 3 nokdaunów obowiązuje tylko w walce finałowej. W ćwierćfinale i półfinale wystarczą 2 nokdauny w tej samej rundzie, aby ogłosić nokaut.
Zwycięzca K-1 World Grand Prix zostaje uhonorowany złotym wieńcem, mistrzowskim pasem i czekiem opiewającym na 400 000 dolarów. Rekordzistami pod względem zwycięstw są Holendrzy Ernesto Hoost i Semmy Schilt, którzy święcili tryumf cztery razy. Po trzy zwycięstwa na swoim koncie mają ich rodacy, Remy Bonjasky i Peter Aerts. Ten ostatni jest jedynym zawodnikiem, który wystąpił podczas wszystkich siedemnastu Finałów K-1 WGP (w tym 16 razy walczył w turnieju głównym).

## K-1 MAX
K-1 World Grand Prix jest formatem „open” – tzn. nie ma w nim podziału na kategorie wagowe. Często zdarzają się walki, w których różnica wagi pomiędzy poszczególnymi zawodnikami przekracza 30 kg. W praktyce oznacza to, że kickbokserzy ważący poniżej 90 kg mają niewielkie szanse na sukces (choć zdarzają się wyjątki – np. Kaoklai Kaennorsing). W związku z tym, aby umożliwić rywalizację zawodnikom z lżejszych kategorii wagowych, K-1 wprowadziło w 2002 roku cykl K-1 MAX („Middleweight Artistic Xtreme”). Występują w nim zawodnicy do 70 kg. Zasady walki (tj. dozwolone techniki, faule, itd.) są takie same jak w K-1 WGP.
W latach 2002–2007 mistrz K-1 MAX był wyłaniany w analogicznym do Finału K-1 World GP 8-osobowym turnieju finałowym (wszystkie walki były toczone jednego dnia), który był poprzedzony eliminatorem Final 16. W 2008 i 2009 roku turniej ten podzielono na dwie, rozgrywane w różnych terminach fazy: Final 8 (ćwierćfinały) oraz Final (półfinały i finał). W 2010 roku powrócono do dawnego formatu.

## Kategoria ciężka i superciężka
Od 2005 roku K-1 WGP zostało całkowicie zdominowane przez odznaczającego się nieprzeciętnymi warunkami fizycznymi Semmy’ego Schilta (ok. 120 kg wagi i 211 cm wzrostu). Skłoniło to władze organizacji do wprowadzenia od sezonu 2007 dwóch nowych kategorii wagowych: ciężkiej (do 100 kg) i superciężkiej (ponad 100 kg).
Odmiennie niż w K-1 WGP i K-1 MAX, rywalizacja w obu tych kategoriach nie toczy się w systemie turniejowym. Mistrza wyłania się w pojedynczych walkach o tytuł (podobnie jak w zawodowym boksie). Wyjątek stanowił przeprowadzony w marcu 2009 roku 4-osobowy turniej o wakujące mistrzostwo w wadze ciężkiej.

## Mistrzowie K-1

### K-1 World GP
| Rok  | Mistrz           | 2. miejsce       | Turniej                         |
| ---- | ---------------- | ---------------- | ------------------------------- |
| 2024 | Ariel Machado    | Feng Rui         | Finał K-1 World Grand Prix 2024 |
| 2010 | Alistair Overeem | Peter Aerts      | Finał K-1 World Grand Prix 2010 |
| 2009 | Semmy Schilt     | Badr Hari        | Finał K-1 World Grand Prix 2009 |
| 2008 | Remy Bonjasky    | nie przyznano    | Finał K-1 World Grand Prix 2008 |
| 2007 | Semmy Schilt     | Peter Aerts      | Finał K-1 World Grand Prix 2007 |
| 2006 | Semmy Schilt     | Peter Aerts      | Finał K-1 World Grand Prix 2006 |
| 2005 | Semmy Schilt     | Glaube Feitosa   | Finał K-1 World Grand Prix 2005 |
| 2004 | Remy Bonjasky    | Musashi          | Finał K-1 World Grand Prix 2004 |
| 2003 | Remy Bonjasky    | Musashi          | Finał K-1 World Grand Prix 2003 |
| 2002 | Ernesto Hoost    | Jérôme Le Banner | Finał K-1 World Grand Prix 2002 |
| 2001 | Mark Hunt        | Francisco Filho  | Finał K-1 World Grand Prix 2001 |
| 2000 | Ernesto Hoost    | Ray Sefo         | Finał K-1 World Grand Prix 2000 |
| 1999 | Ernesto Hoost    | Mirko Filipović  | K-1 World Grand Prix 1999       |
| 1998 | Peter Aerts      | Andy Hug         | K-1 World Grand Prix 1998       |
| 1997 | Ernesto Hoost    | Andy Hug         | K-1 World Grand Prix 1997       |
| 1996 | Andy Hug         | Mike Bernardo    | K-1 World Grand Prix 1996       |
| 1995 | Peter Aerts      | Jérôme Le Banner | K-1 World Grand Prix 1995       |
| 1994 | Peter Aerts      | Masa’aki Satake  | K-1 Grand Prix 1994             |
| 1993 | Branko Cikatić   | Ernesto Hoost    | K-1 Grand Prix 1993             |

### K-2 GP
| Rok  | Mistrz        | 2. miejsce            | Turniej             |
| ---- | ------------- | --------------------- | ------------------- |
| 1993 | Ernesto Hoost | Changpuek Kiatsongrit | K-2 Grand Prix 1993 |

### K-3 GP
| Rok  | Mistrz         | 2. miejsce | Turniej             |
| ---- | -------------- | ---------- | ------------------- |
| 1995 | Ivan Hippolyte | Taiei Kin  | K-3 Grand Prix 1995 |

### K-1 World MAX
| Rok  | Mistrz              | 2. miejsce         | Turniej                  |
| ---- | ------------------- | ------------------ | ------------------------ |
|      |                     |                    |                          |
| 2024 | Stoyan Koprivlenski | Viktor Akimov      | Finał K-1 World MAX 2024 |
| 2010 | Giorgio Petrosyan   | Yoshihiro Satō     | Finał K-1 World MAX 2010 |
| 2009 | Giorgio Petrosyan   | Andy Souwer        | Finał K-1 World MAX 2009 |
| 2008 | Masato              | Artur Kyszenko     | Finał K-1 World MAX 2008 |
| 2007 | Andy Souwer         | Masato             | Finał K-1 World MAX 2007 |
| 2006 | Buakaw Por. Pramuk  | Andy Souwer        | Finał K-1 World MAX 2006 |
| 2005 | Andy Souwer         | Buakaw Por. Pramuk | Finał K-1 World MAX 2005 |
| 2004 | Buakaw Por. Pramuk  | Masato             | Finał K-1 World MAX 2004 |
| 2003 | Masato              | Albert Kraus       | Finał K-1 World MAX 2003 |
| 2002 | Albert Kraus        | Kaolan Kaovichit   | Finał K-1 World MAX 2002 |

### Kategorie wagowe[23]

#### Kategoria superciężka (ponad 100 kg)
| Nr    | Mistrz                        | Od           | Miejsce | Obrony tytułu |
| ----- | ----------------------------- | ------------ | --- | --- |
| 1.    | Semmy Schilt (pok. Raya Sefo) | 4 marca 2007 | Jokohama | - #1 pokonał Mighty Mo, 23 czerwca 2007 w Amsterdamie - #2 pokonał Marka Hunta, 13 kwietnia 2008 w Jokohamie - #3 pokonał Jérôme'a Le Bannera, 29 czerwca 2008 w Fukuoce - #4 pokonał Errola Zimmermana, 3 kwietnia 2010 w Jokohamie |
| Wakat | Wakat                         | 2012/2013    | Tytuł nigdy nie został oficjalnie zwakowany natomiast sam zawodnik w 2012 związał się z Glory World Series, a w 2013 zakończył karierę sportową | Tytuł nigdy nie został oficjalnie zwakowany natomiast sam zawodnik w 2012 związał się z Glory World Series, a w 2013 zakończył karierę sportową                                                                                      |

#### Kategoria ciężka (do 100 kg)
| Nr    | Mistrz                                    | Od                | Miejsce | Obrony tytułu |
| ----- | ----------------------------------------- | ----------------- | --- | --- |
| 1.    | Badr Hari (pok. Yūsuke Fujimoto)          | 28 kwietnia 2007  | Honolulu | - #1 pokonał Glaube Feitosę, 29 czerwca 2008 w Fukuoce)                                                             |
| Wakat | Wakat                                     | 17 grudnia 2008   | Hari został pozbawiony tytułu z powodów dyscyplinarnych                                                             | Hari został pozbawiony tytułu z powodów dyscyplinarnych                                                             |
| 2.    | Kyōtarō (pok. Gökhana Saki)               | 28 marca 2009     | Jokohama | - #1 pokonał Petera Aertsa, 3 kwietnia 2010 w Jokohamie)                                                            |
| Wakat | Wakat                                     | październik 2011  | W październiku 2011 roku zrzekł się mistrzostwa K-1 w wadze ciężkiej i ogłosił zamiar przejścia do zawodowego boksu | W październiku 2011 roku zrzekł się mistrzostwa K-1 w wadze ciężkiej i ogłosił zamiar przejścia do zawodowego boksu |
| 3.    | Antonio Plazibat (pok. Ibrahima El Bouni) | 23 listopada 2017 | Saitama | |
| 4.    | Roël Mannaart                             | 21 marca 2018     | Saitama | |

#### Kategoria półciężka (do 90 kg)
Zwana również wagą cruiser.
| Nr | Mistrz                                       | Od               | Miejsce | Obrony tytułu                                      |
| -- | -------------------------------------------- | ---------------- | ------- | -------------------------------------------------- |
| 1. | Sina Karimian (pok. Boubakera El Bakouriego) | 24 września 2018 | Saitama | - #1 pokonał Hisakiego Kato, 10 marca 2019 w Tokio |

#### Kategoria superpółśrednia (do 70 kg)
Do 2017 nazywana superśrednią.
| Nr    | Mistrz                                  | Od               | Miejsce | Obrony tytułu |
| ----- | --------------------------------------- | ---------------- | --- | --- |
| 1.    | Marat Grigorian (pok. Jordanna Pikeura) | 4 lipca 2015     | Tokio | |
| Wakat | Wakat                                   | 2017             | Tytuł wagi superśredniej został zwakowany przez Grigoriana który związał się GLORY                                                             | Tytuł wagi superśredniej został zwakowany przez Grigoriana który związał się GLORY                                                             |
| 2.    | Czingiz Ałłazow (pok. Yasuhiro Kido)    | 18 czerwca 2017  | Tokio | - #1 pokonał Hinatę Watanabe, 21 marca 2018 w Saitamie                                                                                         |
| Wakat | Wakat                                   | 19 stycznia 2019 | Tytuł zwakowany przez Ałłazowa w związku z kontuzją która uniemożliwiła mu stanąć do obrony mistrzostwa, która planowana była na 10 marca 2019 | Tytuł zwakowany przez Ałłazowa w związku z kontuzją która uniemożliwiła mu stanąć do obrony mistrzostwa, która planowana była na 10 marca 2019 |

#### Kategoria półśrednia (do 67,5 kg)
| Nr | Mistrz                          | Od               | Miejsce | Obrony tytułu                                                                                                  |
| -- | ------------------------------- | ---------------- | ------- | --- |
| 1. | Yuta Kubo (pok. Mohana Dragona) | 18 września 2017 | Tokio   | - #1 pokonał Melsika Baghdasaryana, 21 marca 2018 w Saitamie - #2 pokonał Yasuhiro Kido, 10 marca 2019 w Tokio |

#### Kategoria superlekka (do 65 kg)
| Nr    | Mistrz                              | Od               | Miejsce                 | Obrony tytułu |
| ----- | ----------------------------------- | ---------------- | ----------------------- | --- |
| 1.    | Kaew Fairtex (pok. Yasuomi Sodę)    | 3 listopada 2014 | Tokio                   | - #1 pokonał Minoru Kimurę, 21 listopada 2015 w Tokio - #2 pokonał Hideakiego Yamazakiego, 22 kwietnia 2017 w Tokio |
| 2.    | Masaaki Noiri                       | 18 czerwca 2017  | Tokio                   | - #1 pokonał Tetsuyę Yamato, 21 marca 2018 w Saitamie                                                               |
| Wakat | Wakat                               | 3 września 2018  | Tytuł został zwakowany. | Tytuł został zwakowany.                                                                                             |
| 3.    | Kaew Fairtex (pok. Daizo Sasakiego) | 3 listopada 2018 | Saitama                 | |

#### Kategoria lekka (do 62,5 kg)
| Nr | Mistrz                      | Od             | Miejsce | Obrony tytułu                                                  |
| -- | --------------------------- | -------------- | ------- | -------------------------------------------------------------- |
| 1. | Wei Rui (pok. Hiramoto Ren) | 25 lutego 2017 | Tokio   | - #1 pokonał Gonnapara Weerasakrecka, 18 czerwca 2017 w Tokio) |
| 2. | Koya Urabe                  | 21 marca 2018  | Saitama |                                                                |
| 3. | Kenta Hayashi               | 10 marca 2019  | Tokio   |                                                                |

#### Kategoria superpiórkowa (do 60 kg)
| Nr    | Mistrz                               | Od                | Miejsce                                                                                    | Obrony tytułu                                                                              |
| ----- | ------------------------------------ | ----------------- | ------------------------------------------------------------------------------------------ | ------------------------------------------------------------------------------------------ |
| 1.    | Koya Urabe (pok. Hirotakę Urabe)     | 18 stycznia 2015  | Tokio                                                                                      |                                                                                            |
| 2.    | Hirotaka Urabe                       | 21 listopada 2015 | Tokio                                                                                      |                                                                                            |
| 3.    | Taiga Kawabe                         | 25 lutego 2017    | Tokio                                                                                      |                                                                                            |
| Wakat | Wakat                                | luty 2018         | Tytuł wagi superpiórkowej został odebrany Kawabe w związku z rozwiązaniem z nim kontraktu. | Tytuł wagi superpiórkowej został odebrany Kawabe w związku z rozwiązaniem z nim kontraktu. |
| 4.    | Takeru Segawa (pok. Kosuke Komiyamę) | 21 marca 2018     | Saitama                                                                                    | - #1 pokonał Koji Tanakę, 8 grudnia 2018 w Osace.                                          |

#### Kategoria piórkowa (do 57,5 kg)
| Nr    | Mistrz                              | Od               | Miejsce                                                       | Obrony tytułu                                                 |
| ----- | ----------------------------------- | ---------------- | ------------------------------------------------------------- | ------------------------------------------------------------- |
| 1.    | Takeru Segawa (pok. Kaito Ozawę)    | 3 listopada 2016 | Tokio                                                         | - #1 pokonał Junguanga Wanga, 18 września 2017 w Tokio        |
| Wakat | Wakat                               | 2018             | Segawa zwakował tytuł, zmieniając kategorię wagową na wyższą. | Segawa zwakował tytuł, zmieniając kategorię wagową na wyższą. |
| 2.    | Yuta Murakoshi (pok. Haruma Saikyo) | 17 czerwca 2018  | Saitama                                                       | - #1 pokonał Hirotakę Urabe, 10 marca 2019 w Tokio            |

#### Kategoria superkogucia (do 55 kg)
| Nr    | Mistrz                             | Od               | Miejsce                                                       | Obrony tytułu                                                    |
| ----- | ---------------------------------- | ---------------- | ------------------------------------------------------------- | ---------------------------------------------------------------- |
| 1.    | Takeru Segawa (pok. Taigę Kawabę)  | 19 kwietnia 2015 | Tokio                                                         | - #1 pokonał Charlesa Bongiovanniego, 21 listopada 2015 w Tokio) |
| Wakat | Wakat                              | 28 sierpnia 2016 | Segawa zwakował tytuł, zmieniając kategorię wagową na wyższą. | Segawa zwakował tytuł, zmieniając kategorię wagową na wyższą.    |
| 2.    | Yoshiki Takei (pok. Kenjiego Kubo) | 22 kwietnia 2017 | Tokio                                                         | - #1 pokonał Kenjiego Kubo, 21 marca 2018 w Saitamie             |

## K-1 w Polsce
W Polsce odbyły się trzy oficjalne imprezy K-1. W 2008 roku Warszawa gościła turniej K-1 Max Europe GP. W 2009 roku odbyły się zawody z cyklu World Grand Prix w Łodzi, mające rangę prestiżowego GP Europy. 28 marca 2010 roku w Warszawie odbyła się druga gala WGP w Polsce, tym razem będąca eliminacją do GP Wschodniej Europy w Bukareszcie.